# James Westerfield
James Westerfield est un acteur américain, né le 22 mars 1913 à New York ou Nashville dans le Tennessee aux États-Unis et mort d'une crise cardiaque le 20 septembre 1971 à Woodland Hills en Californie.

## Filmographie
- 1940 : The Howards of Virginia : Friend
- 1941 : Highway West : Mike, trucker at cafe
- 1942 : La Splendeur des Amberson (The Magnificent Ambersons) : Policeman at accident
- 1942 : Vainqueur du destin (The Pride of the Yankees) : Spectator
- 1942 : Timber (en) ; Bucheron
- 1942 : The Spirit of Stanford : Bit Part
- 1943 : La Musique en folie (Around the World) : Bashful Marine
- 1944 : Depuis ton départ (Since You Went Away) : Convalescent on Rehab Steps
- 1946 : Les Héros dans l'ombre (O.S.S.) : Det. Roberts
- 1946 : L'Évadée (The Chase) : Job the butler
- 1946 : Lame de fond (Undercurrent) : Henry Gilson
- 1950 : La Rue de la mort (Side Street) : Charlie (Cop Joe chats with)
- 1950 : Ma and Pa Kettle Go to Town : Harvey, zoo attendant
- 1951 : L'Implacable (Cry Danger) de Robert Parrish : Cop at Trailer Park
- 1951 : Quand la foule gronde (The Whistle at Eaton Falls) : Joe London
- 1954 : Sur les quais (On the Waterfront) : Big Mac
- 1954 : Trois Heures pour tuer (Three Hours to Kill) d'Alfred L. Werker : Sam Minor
- 1954 : Dans les bas-fonds de Chicago (The Human Jungle) de Joseph M. Newman : Capt. Marty Harrison
- 1955 : Le Souffle de la violence (The Violent Men) : Sheriff Magruder
- 1955 : Le Grand Chef (Chief Crazy Horse) : Caleb Mantz
- 1955 : La Toile d'araignée (The Cobweb) : James Petlee
- 1955 : Duel d'espions (The Scarlet Coat) : Col. Jameson
- 1955 : Une femme extraordinaire (Lucy Gallant) : Harry Wilson
- 1955 : L'Homme au fusil (Man with the Gun) de Richard Wilson : Mr. Zender
- 1956 : Brisants humains (Away All Boats) de Joseph Pevney : Boatswain's Mate Chief 'Boots' Torgeson, Coxswain
- 1956 : Je ne suis pas un espion (Three Brave Men) : O'Reilly
- 1957 : Jungle Heat : Harvey Mathews
- 1957 : Le vengeur agit au crépuscule (Decision at Sundown), de Budd Boetticher : Otis, the Bartender
- 1958 : Cow-boy (Cowboy) : Mike Adams
- 1958 : Le Fier Rebelle (The Proud Rebel) : Birm Bates (sheep buyer)
- 1959 : Le Bourreau du Nevada (The Hangman) : Herb Loftus
- 1959 : Quelle vie de chien ! (The Shaggy Dog) : Officer Hanson
- 1959 : Les Incorruptibles défient Al Capone (The Scarface Mob) (TV) : Ed Marriatt
- 1959 : Le Shérif aux mains rouges (The Gunfight at Dodge City) : Rev. Howard
- 1960 : Alcatraz Express (TV)
- 1960 : Wild River : Cal Garth
- 1960 : The Plunderers : Mike Barron, Saloon Owner
- 1961 : Monte là-d'ssus (The Absent Minded Professor) : Officer Hanson
- 1961 : Homicide (Homicidal) de William Castle : Alfred S. Adrims
- 1962 : Le Prisonnier d'Alcatraz (Birdman of Alcatraz) : Jess Younger
- 1963 : Après lui, le déluge (Son of Flubber) de Robert Stevenson : Officer Hanson
- 1963 : Les Voyages de Jaimie McPheeters ("The Travels of Jaimie McPheeters") (série TV) : John Murrel (1963-1964)
- 1964 : Le Sport favori de l'homme (Man's Favorite Sport?) : Policeman
- 1964 : Bikini Beach de William Asher : Cop #2
- 1965 : Les Quatre Fils de Katie Elder (The Sons of Katie Elder) : Venner (banker)
- 1965 : That Funny Feeling : Officer Brokaw
- 1966 : Le Cheval de fer (TV) : Nehemiah Mather
- 1966 : Un truand (Dead Heat on a Merry-Go-Round) : Jack Balter
- 1968 : El Gringo (Blue) de Silvio Narizzano : Abe Parker
- 1968 : Pendez-les haut et court (Hang 'Em High) : Prisoner
- 1968 : Now You See It, Now You Don't (TV) : capitaine Boyle
- 1969 : Smith ! : Sheriff
- 1969 : Un colt nommé Gannon (A Man Called Gannon) : Amos
- 1969 : Cent dollars pour un shérif (True Grit) : juge Parker
- 1969 : The Love God? (en) de Nat Hiken : Rev. Wilkerson
- 1970 : The Murdocks and the McClays (TV) : shérif Bates
- 1970 : The Boy Who Stole the Elephant (TV) : shérif Berry
- 1973 : Set This Town on Fire (TV) : Cark Rickter
- 1975 : Arde baby, arde : John Applebee

## Télévision
- 1959 : Au nom de la loi (Wanted Dead or Alive) Saison 2 épisode 2 (La Guérisseuse (The Healing Woman)) : Dr. Langland
- 1960 : Les Incorruptibles (série télévisée), Train spécial
- 1965 : Further Adventures of Gallegher: The Daily Press vs. City Hall (épisode 3) : Charles Mardis
- 1968 : Les Mystères de l'Ouest (The Wild Wild West), Saison 4 épisode 20, La Nuit du diamant (The Night of the Bleak Island), de Marvin J. Chomsky : Ronald McAvity
- 1969 : Le Virginien : saison 8 épisode 08 (The substitute) : Gus Potter